# Катар на Светском првенству у атлетици на отвореном 2015.
Катар је учествовао на Светском првенству у атлетици на отвореном 2015. одржаном у Пекингу од 22. до 30. августа петнаести пут, односно учествовао је на свим првенствима до данас. Репрезентацију Катара представљало је 6 такмичара који су се такмичили у 6 дисциплина.,
На овом првенству Катар није освојио ниједну медаљу али је оборен један национални и један лични рекорд. У табели успешности према броју и пласману такмичара који су учествовали у финалним такмичењима (првих 8 такмичара) Катар је са три учесника у финалу делио 33. место са 10 бодова.
| Плас. | Земља | 1. место | 2. место | 3. место | 4. место | 5. место | 6. место | 7. место | 8. место | Бр. финал. | Бод. |
| ----- | ----- | -------- | -------- | -------- | -------- | -------- | -------- | -------- | -------- | ---------- | ---- |
| =33.  | Катар | 0        | 0        | 0        | 1        | 0        | 1        | 1        | 0        | 3          | 10   |

## Учесници
Мушкарци:
- Феми Огунде — 100 м, 200 м
- Мусаеб Абдулрахман Бала — 800 м
- Jamal Hairane — 800 м
- Хашим Салах Мохамед — 3.000 м препреке
- Мутаз Еса Баршим — Скок увис
- Ashraf Amgad Elseify — Бацање кладива

## Резултати

### Мушкарци
| Атлетичар               | Дисциплина       | Лични рекорд | Предтакмичење   | Предтакмичење   | Квалификације        | Квалификације        | Полуфинале           | Полуфинале   | Финале               | Финале       | Детаљи |
| Атлетичар               | Дисциплина       | Лични рекорд | Резултат        | Место           | Резултат             | Место                | Резултат             | Место        | Резултат             | Место        | Детаљи |
| ----------------------- | ---------------- | ------------ | --------------- | --------------- | -------------------- | -------------------- | -------------------- | ------------ | -------------------- | ------------ | ------ |
| Феми Огунде             | 100 м            | 9,91 НР      | с л о б о д а н | с л о б о д а н | 9,99 КВ              | 1. у гр. 3           | 10,00                | 3. у гр. 2   | Није се квалификовао | 10 / 68 (71) |        |
| Феми Огунде             | 200 м            | 20,06 НР     |                 |                 | 20,25 КВ             | 2. у гр. 7           | 20,05 кв, НР         | 3. у гр. 2   | 20,27                | 7 / 54 (60)  |        |
| Мусаеб Абдулрахман Бала | 800 м            | 1:43,82 НР   | 1:48,59 КВ      | 3. у гр. 6      | 1:47,93 КВ           | 2. у гр. 2           | 1:47,01              | 6 / 44 (45)  |                      |              |        |
| Jamal Hairane           | 800 м            | 1:46,16      | 1:48,96         | 6. у гр. 2      | Није се квалификовао | Није се квалификовао | Није се квалификовао | 37 / 44 (45) |                      |              |        |
| Хашим Салах Мохамед     | 3.000 м препреке | 8:33,25      | 9:17,35         | 12. у гр. 3     |                      |                      | Није се квалификовао | 37 / 38 (42) |                      |              |        |
| Мутаз Еса Баршим        | Скок увис        | 2,43 НР      | 2,31 КБ         | 2. у гр. А      | 2,33                 | 4 / 39 (41)          |                      |              |                      |              |        |
| Ashraf Amgad Elseify    | Бацање кладива   | 78,04 НР     | 76,51 кв        | 3. у гр. Б      | 74,09                | 9 / 27 (29)          |                      |              |                      |              |        |